# 沙市镇 (云阳县)
沙市镇，是中华人民共和国重庆市云阳县下辖的一个乡镇级行政单位。

## 行政区划
沙市镇下辖以下地区：
汤溪源社区、新楼村、龙池村、兴家村、新桥村、秀家村、富柿村、上坪村和复垭村。